# Charly (film)
Charly är en amerikansk film från 1968 i regi av Ralph Nelson. Filmen är baserad på Daniel Keyes roman Blommor till Algy (1959). Filmen vann en Oscar för bästa manliga huvudroll (Cliff Robertson) vid Oscarsgalan 1969.

## Handling
Charly Gordon (Cliff Robertson), en nästintill utvecklingsstörd man med en IQ på 70, får efter en operation en IQ på 185. Han lär sig tala ett tjugotal språk både moderna och antika och är ett allmänt geni. Men med denna förhöjda intelligenskvot medföljer problem. Hans vänner på bageriet tar avstånd ifrån honom och han inser själv att de egentligen har utnyttjat honom för sitt eget nöje genom att driva med honom och prata över hans huvud.
Inte blir det då bättre när Algernon, en liten mus som gått igenom samma operation som han själv plötsligt dör. Då startar ett race emot klockan. Kommer han upptäcka vad som gått snett i tid? Vad har läkarna och psykologerna missat? Kommer han överleva, återgå till att vara efterbliven, kanske mer efterbliven än tidigare? Eller kommer han fortgående vara det geni som han utvecklats till?

## Rollista
| Cliff Robertson | – Charly Gordon     |
| Claire Bloom    | – Alice Kinian      |
| Lilia Skala     | – Dr. Anna Straus   |
| Leon Janney     | – Dr. Richard Nemur |
| Ruth White      | – Mrs. Apple        |
| Dick Van Patten | – Bert              |
| Edward McNally  | – Gimpy             |
| Barney Martin   | – Hank              |
| William Dwyer   | – Joey              |
| Dan Morgan      | – Paddy             |